# Oblast de Bougoulma
1953 – 30 avril 1953
L'oblast de Bougoulma (en russe : Бугульминская область, Bougoulmaskaïa oblast’ ; en tatar : Бөгелмә́ өлкәсе́) est une division territoriale et administrative de la République socialiste soviétique autonome tatare, au sein de la République socialiste fédérative soviétique de Russie, en Union soviétique. Fondée en 1953, elle fut supprimée la même année. Sa capitale administrative était la ville de Bougoulma.

## Histoire
Par un décret du 21 février 1953, le Præsidium du Soviet suprême de l'Union soviétique divisa la RSSA tatare en trois oblasts : l'oblast de Kazan, l'oblast de Tchistopol et l'oblast de Bougoulma. Mais cette expérience fut rapidement considérée comme un échec et le 30 avril 1953, un nouveau décret du Præsidium du Soviet suprême supprima les trois oblasts. 

## Subdivisions
L'oblast de Bougoulma comprenait :
- la ville de Bougoulma ;
- 19 raïons.

## Source
- (ru) Cet article est partiellement ou en totalité issu de l’article de Wikipédia en russe intitulé « Бугульминская область » (voir la liste des auteurs).